# Patricia Blomfield Holt
Patricia Blomfield Holt (* 15. September 1910 in Lindsay/Ontario; † 5. Juni 2003) war eine kanadische Komponistin, Musikpädagogin und Pianistin.
Holt begann ihre musikalische Ausbildung als Autodidaktin und studierte und unterrichtete zwischen 1929 und 1939 am Toronto Conservatory of Music (TCM). Ihre Lehrer waren Norman Wilks, Hayunga Carman, Norah de Kresz und Healey Willan. 1939 heiratete sie und unterbrach ihre Lehrtätigkeit. 1954 kehrte sie an das TCM (inzwischen Royal Conservatory of Music of Toronto) zurück und unterrichtete dort bis zu ihrem Ruhestand 1985 Komposition, Musiktheorie und -geschichte.
Ihre Kompositionen, die in Kanada und den USA ebenso wie in Europa aufgeführt wurden, waren vorwiegend für kleine Ensembles geschrieben. Für ihre Suite No. 1 für Violine und Klavier erhielt sie 1938 den Preis für die beste kanadische Komposition der Vogt Society (später: Society for Contemporary Music). Ihr Lyric Piece No. 2 wurde von Jeremy Findlay und Elena Braslavsky aufgenommen, ihre Legend of the North Woods vom University of Calgary Orchestra. Holt war Mitglied des Canadian Music Centre und der Association of Canadian Women Composers.

## Werke
- Pastorale and Finale: Suite No. 1. für Violine und Klavier, 1936
- Lyric Piece Nos. 1 and 2 für Cello und Klavier, 1937
- String Quartet, 1937, 1985
- String Quartet, 1956, 1985
- Suite No. 2 für Violine oder Viola und Klavier, 1939
- Songs of Early Canada für Bariton, Horn und Streichorchester (Texte von Duncan Campbell Scott, Susanna Moodie und Marjorie Pickthall), um 1947
- Three Songs of Contemplation für hohe Stimme und Klavier (Texte  von E. J. Pratt, Marcus Adeney und Amy Lowell), um 1948
- The Birds, 1973
- Dirge and Dance für Akkordeon, 1973
- Polar Chrysalis: Ten Haiku Poems für Mezzosopran, Horn, Cello, Klavier, Pauken und Schlagwerk (Texte von Claire Pratt), um 1980
- Legend of the North Woods für Orchester, 1985
- Metamorphosis für Viola und Klavier, 1985
- Magnificat für gemischten Chor, 1986
- Set of Two für Flöte und Klavier, 1987
- Sonata für Cello und Klavier, 1987
- To the Distant Shore für Orchester, 1988, 1990
- A Song of Darkness and Light für Sopran und Klavier (Texte: Blomfield Holt, Bibel, anonym), 1990

## Quelle
- Patricia Blomfield Holt. In:  Encyclopedia of Music in Canada. herausgegeben von The Canadian Encyclopedia (englisch, französisch).

| Personendaten    | Personendaten                                        |
| ---------------- | ---------------------------------------------------- |
| NAME             | Holt, Patricia Blomfield                             |
| KURZBESCHREIBUNG | kanadische Komponistin, Musikpädagogin und Pianistin |
| GEBURTSDATUM     | 15. September 1910                                   |
| GEBURTSORT       | Lindsay, Ontario                                     |
| STERBEDATUM      | 5. Juni 2003                                         |